# ويليام كوليس مريديث
ويليام كوليس مريديث هو محامي وقاضي كندي، ولد في 23 مايو 1812 في Fitzwilliam Square ‏ في جمهورية أيرلندا، وتوفي في 26 فبراير 1894 في مدينة كيبك في كندا.